# Gypsoplacaceae
Gypsoplacaceae is een monotypische familie van korstmossen dat behoort tot de orde Lecanorales van de ascomyceten. De familie bevat een geslacht namelijk Gypsoplaca.